# Mazarredia rufipes
Mazarredia rufipes är en insektsart som först beskrevs av Carl Stål 1877.  Mazarredia rufipes ingår i släktet Mazarredia och familjen torngräshoppor. Inga underarter finns listade i Catalogue of Life.